# Jean Hotman
Pour les articles homonymes, voir Hotman.
Jean Hotman, né en 1552 à Lausanne, et mort le 26 janvier 1636), est un diplomate et conseiller politique français. Conseiller et maître des requêtes de l’hôtel (14 janvier 1595), ambassadeur du roi Henri IV, il est connu pour son intérêt pour l'irénisme théologique. 

## Biographie
Jean Hotman de Villers est le fils de François Hotman, seigneur de Villers-Saint-Paul, converti au protestantisme et instigateur de la conjuration d'Amboise, à l'issue de laquelle il se réfugie en Suisse, d'abord à Genève puis à Bâle. Jean Hotman étudie à l'université d'Oxford. Il devient secrétaire de Robert Dudley, puis suit son oncle[Qui ?] ambassadeur en Suisse. Il est un des négociateurs de la Trêve de douze ans. Il est le premier, en 1603, à disserter en français sur La charge et la dignité de l'ambassadeur. Il fut l'envoyé d'Henri IV auprès des électeurs de Brandebourg pour traiter de l'intégration de Clèves et Juliers au duché de Prusse, à la suite d'une interminable guerre de succession.
Il est aussi le traducteur en français, en 1603, de Présent royal de Jacques Premier roy d'Angleterre, Escoce & Irlande, un traité d'éducation composé par le roi à l'intention de son fils Henry.